# Clockers
Pour plus de détails, voir Fiche technique et Distribution.
Clockers est un film américain réalisé par Spike Lee, sorti en 1995. Il est adapté du roman du même nom de l'auteur américain Richard Price paru en 1992.
Il est présenté en avant-première lors de la Mostra de Venise 1995. Malgré des critiques plutôt positives, il ne rencontre pas de succès commercial.

## Synopsis
À Brooklyn, dans le quartier de Bedford-Stuyvesant, un groupe de clockers (petits dealers de rue) opère pour le compte de Rodney Little, un parrain local du trafic de stupéfiants. L'un d'eux est tué par Victor Dunham, un jeune père de famille d'apparence sans histoire. L'enquête est confiée à l'inspecteur Rocco Klein. Il ne croit cependant pas la version de la légitime défense de Victor Dunham. L'enquête s'oriente alors vers son jeune frère « Strike », clocker notoire, travaillant pour un parrain du milieu de la drogue.
Parallèlement, un jeune d'une douzaine d'années est attiré par l'univers du trafic, la puissance de l'argent et des armes.

## Fiche technique
- Titre original et français : Clockers
- Réalisation : Spike Lee
- Scénario : Spike Lee et Richard Price, d'après le roman Clockers de Richard Price
- Musique : Terence Blanchard
- Photographie : Malik Hassan Sayeed
- Montage : Samuel D. Pollard
- Décors : Andrew McAlpine (de)
- Costumes : Ruth E. Carter
- Production : Spike Lee, Jon Kilik et Martin Scorsese

Coproducteur : Richard Price
Producteurs délégués : Monty Ross et Rosalie Swedlin
- Société de production : 40 Acres & A Mule Filmworks
- Distribution : Universal Pictures (États-Unis), United International Pictures (France)
- Pays de production :  États-Unis
- Genre : drame, policier
- Durée : 128 minutes
- Budget : 25 000 000 USD[1]
- Dates de sortie[2] :
  - Italie : 5 septembre 1995 (Mostra de Venise)
  - États-Unis : 13 septembre 1995
  - France : 22 novembre 1995
- Interdit aux moins de 16 ans lors sa sortie en France

## Distribution
- Harvey Keitel (VF : Bernard-Pierre Donnadieu) : l'inspecteur Rocco Klein
- John Turturro (VF : Patrick Mancini) : l'inspecteur Larry Mazilli
- Delroy Lindo (VF : Pascal Nzonzi) : Rodney Little
- Mekhi Phifer (VF : Pascal Légitimus) : Ronald « Strike » Dunham
- Isaiah Washington (VF : Thierry Desroses) : Victor Dunham
- Keith David (VF : Joël Zaffarano) : André the Giant
- Pee Wee Love (VF : Sélim Mouhoubi) : Tyrone « Shorty » Jeter
- Regina Taylor (VF : Magaly Berdy) : Iris Jeeter
- Tom Byrd (VF : François Chaix) : Errol Barnes
- Sticky Fingaz (VF : Christophe Peyroux) : Andres « Scientific » Atkins
- Fredro (VF : Tony Joudrier) : Go
- E.O. Nolasco (VF : Jacques Bouanich) : Horace
- Lawrence B. Adisa (VF : David Kruger) : Stan
- Hassan Johnson (VF : Sidney Kotto) : Skills
- Frances Foster : Gloria
- Michael Imperioli (VF : Arnaud Arbessier) : l'inspecteur Jo-Jo
- Lisa Arrindell Anderson (VF : Catherine Le Hénan) : Sharon
- Paul Calderon (VF : Guillaume Orsat) : Jesus
- Brendan Kelly (VF : Patrice Mélennec) : Big Chief
- Mike Starr : Thumper
- Steve White (en) (VF : Guillaume Orsat) : Darryl Adams
- Spike Lee (VF : Luc Boulad) : Chucky
- Arthur Nascarella (VF : Didier Rousset) : Bartucci
- Maurice Sneed (VF : Antoine Tomé) : Davis, le barman
- Ginny Yang (VF : Pascale Jacquemont) : Kiki
- Scot Anthony Robinson (VF : Emmanuel Karsen) : Earl
- Hal Sherman (VF : Hervé Caradec) : le légiste
- Martin Jaffe (VF : Olivier Jankovic) : le vendeur de rue

## Production

### Genèse et développement
Le film est adapté du roman Clockers de Richard Price publié en 1992. Martin Scorsese est initialement attaché au projet comme réalisateur. Cependant, il préfère mettre en scène Casino. Il demeure cependant producteur de Clockers.
Le projet est repris par Spike Lee. Il réécrit en partie le scénario et resitue l'intrigue à Brooklyn, dans le quartier de Bedford-Stuyvesant, alors que l'intrigue du roman se déroule dans le quartier de Curry Woods entre les villes de Jersey City et Bayonne dans le New Jersey.

### Choix des interprètes
Quand Martin Scorsese devait réaliser le film, Robert De Niro était envisagé pour incarner l'inspecteur Rocco Klein. Jack Nicholson sera un temps envisagé. En reprenant le projet, Spike Lee veut John Turturro, avec qui il a collaboré à plusieurs reprises, pour le rôle. Il souhaite offrir le rôle de Larry Mazilla à Michael Imperioli. Le studio n'approuve pas ses choix. Martin Scorsese suggère Harvey Keitel pour le rôle de Rocco. John Turturro obtient malgré tout le rôle de Mazilla et Michael Imperioli celui de l'inspecteur Jo-Jo.
Samuel L. Jackson a été envisagé pour incarner Rodney Little.
Rick Aiello, fils de Danny Aiello, reprend son rôle de policier en uniforme, qu'il tenait dans Do the Right Thing (1989), précédent film de Spike Lee.

### Tournage
Le tournage a lieu à Brooklyn (Gowanus, Fort Greene, pont de Brooklyn, Wyckoff Street, Lotts Avenue, ...) et au Nouveau-Mexique (Albuquerque, monts Sandia, monts Manzano, Grants) .

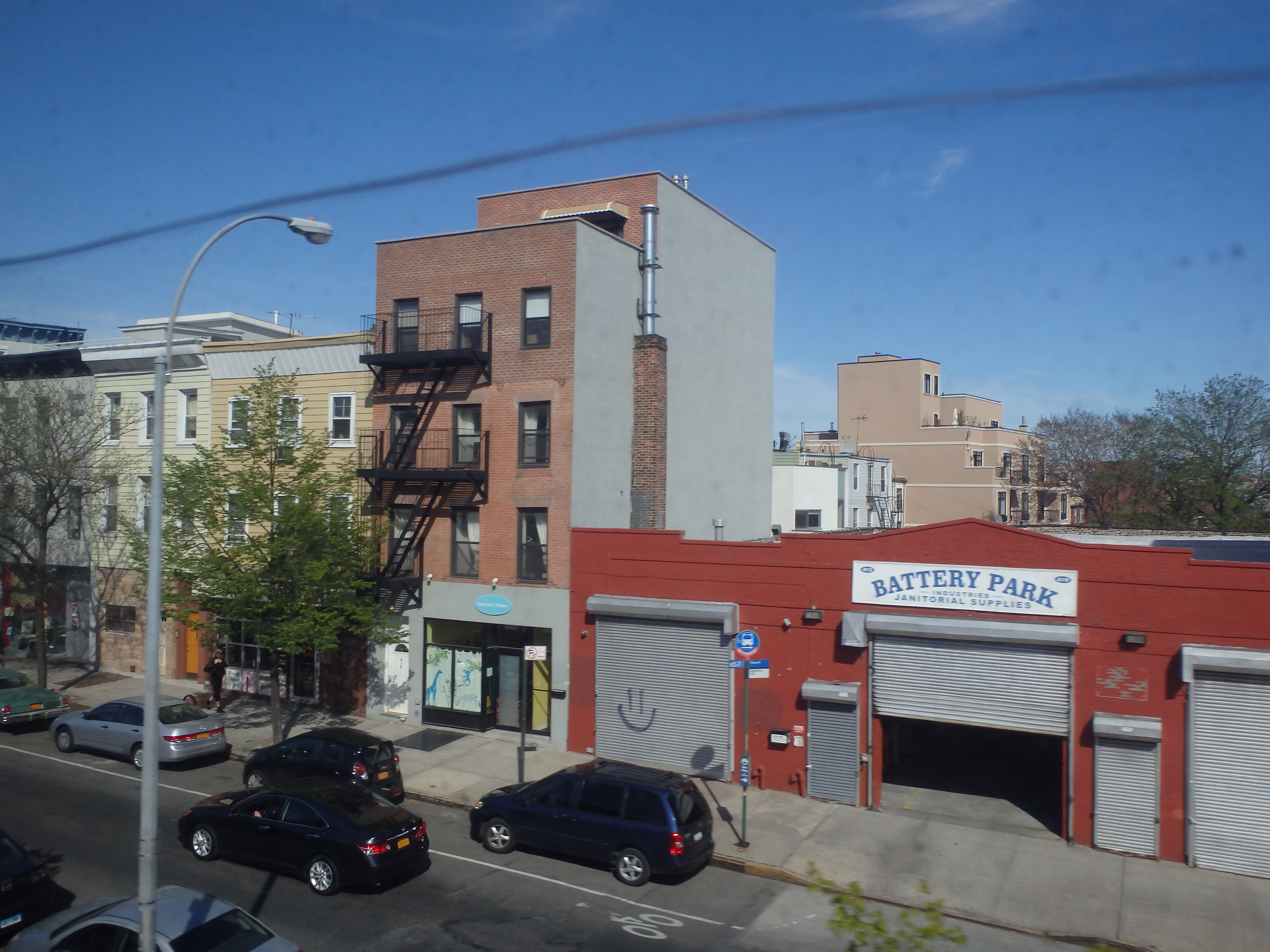
Gowanus
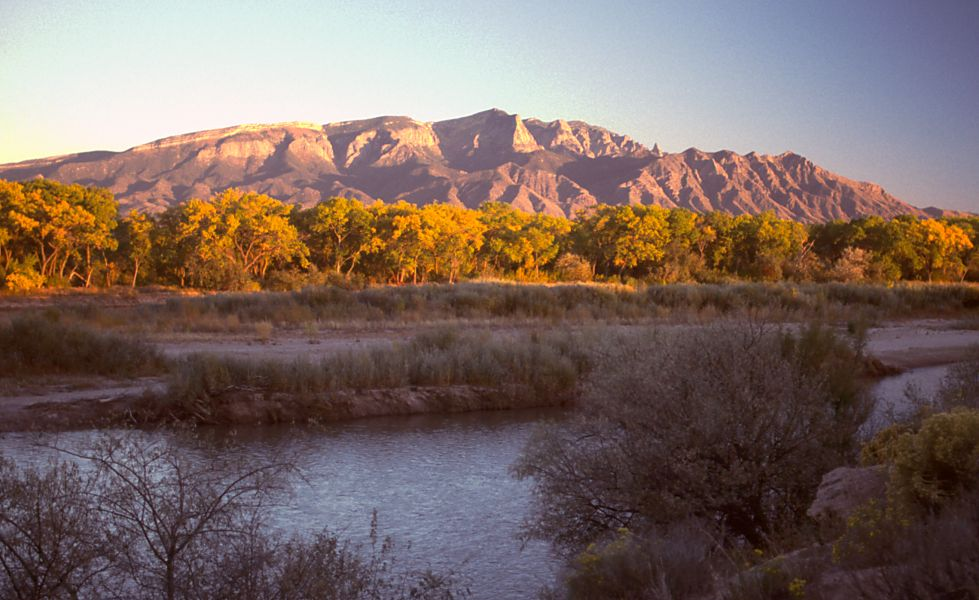
Monts Sandia

## Bande originale
La musique originale du film est composée par Terence Blanchard, fidèle collaborateur de Spike Lee. La bande originale accompagnant la sortie du film est cependant constituée de chansons d'artistes rap et R'n'B. On peut ici entendre un remix de la chanson Crooklyn, une chanson initialement tirée de Crooklyn, le précédent film de Spike Lee.
| Liste des titres | Liste des titres                                                     | Liste des titres                 | Liste des titres | Liste des titres | Liste des titres | Liste des titres | Liste des titres | Liste des titres | Liste des titres |
| No               | Titre                                                                | Producteurs                      | Durée            |                  |                  |                  |                  |                  |                  |
| ---------------- | -------------------------------------------------------------------- | -------------------------------- | ---------------- | ---------------- | ---------------- | ---------------- | ---------------- | ---------------- | ---------------- |
| 1.               | People in Search of a Life (interprété par Marc Dorsey)              | Raymond Jones                    | 6:13             |                  |                  |                  |                  |                  |                  |
| 2.               | Love Me Still (interprété par Chaka Khan et Bruce Hornsby)           | David Gamson                     | 3:26             |                  |                  |                  |                  |                  |                  |
| 3.               | Silent Hero (interprété par Des'ree)                                 | - Prince Sampson - Tim Atack     | 5:01             |                  |                  |                  |                  |                  |                  |
| 4.               | Bird of Freedom (interprété par Seal)                                | Trevor Horn                      | 5:14             |                  |                  |                  |                  |                  |                  |
| 5.               | Return of the Crooklyn Dodgers (interprété par Crooklyn Dodgers '95) | DJ Premier                       | 5:04             |                  |                  |                  |                  |                  |                  |
| 6.               | Bad Boy No Go a Jail (interprété par Mega Banton)                    | Salaam Remi                      | 4:22             |                  |                  |                  |                  |                  |                  |
| 7.               | Blast of the Iron (interprété par Rebelz of Authority)               | - Salaam Remi - DJ Trouble (co.) | 4:12             |                  |                  |                  |                  |                  |                  |
| 8.               | Reality Check (interprété par Buckshot LeFonque)                     | Branford Marsalis                | 2:51             |                  |                  |                  |                  |                  |                  |
| 9.               | Illa Killa (interprété par Strictly Difficult)                       | Ski                              | 4:29             |                  |                  |                  |                  |                  |                  |
| 10.              | Sex Soldier (interprété par Rebelz of Authority)                     | - DJ Ali - DJ Trouble            | 3:32             |                  |                  |                  |                  |                  |                  |
| 11.              | Reality (interprété par BrooklyNytes)                                | Uneek                            | 3:23             |                  |                  |                  |                  |                  |                  |
| 12.              | Changes (interprété par Marc Dorsey)                                 | - Gordon Chambers - Ike Lee      | 4:13             |                  |                  |                  |                  |                  |                  |
| 51:48            |                                                                      |                                  |                  |                  |                  |                  |                  |                  |                  |

## Accueil
Le film reçoit des critiques plutôt positives. Sur l'agrégateur américain Rotten Tomatoes, il récolte 71% d'opinions favorables pour 58 critiques et une note moyenne de 6,74⁄10. Sur Metacritic, il obtient une note moyenne de 71⁄100 pour 20 critiques.
Le film est un échec au box-office. Produit pour un budget de 25 millions de dollars, il ne récolte que 13 071 518 $ en Amérique du Nord. En France, il attire 61 636 spectateurs en salles.

## Distinctions
Le film est présenté en compétition officielle à la Mostra de Venise 1995. Delroy Lindo et Mekhi Phifer sont nommés aux Chicago Film Critics Association Awards 1996. La chanson Love Me Still est nommée aux Grammy Awards 1996.

## Commentaire
L'affiche du film, designée par Art Sims, est un hommage à celle du film Autopsie d'un meurtre (1959) d'Otto Preminger. Saul Bass, créateur de l'affiche originale, déclarera « when anyone steals something, they call it an “homage” » (« quand quelqu'un vole quelque chose, ils appellent cela un “hommage” »).

## Article annexe
- Psychotrope au cinéma et à la télévision